# Белое (озеро, Кыштымский городской округ)
Бе́лое — озеро в Кыштымском городском округе Челябинской области России. На южном берегу озера расположен посёлок Белое Озеро. Сейчас часть озера заболочена. 

## Название
Название озеро получило благодаря своей чистоте и прозрачности.

## Описание

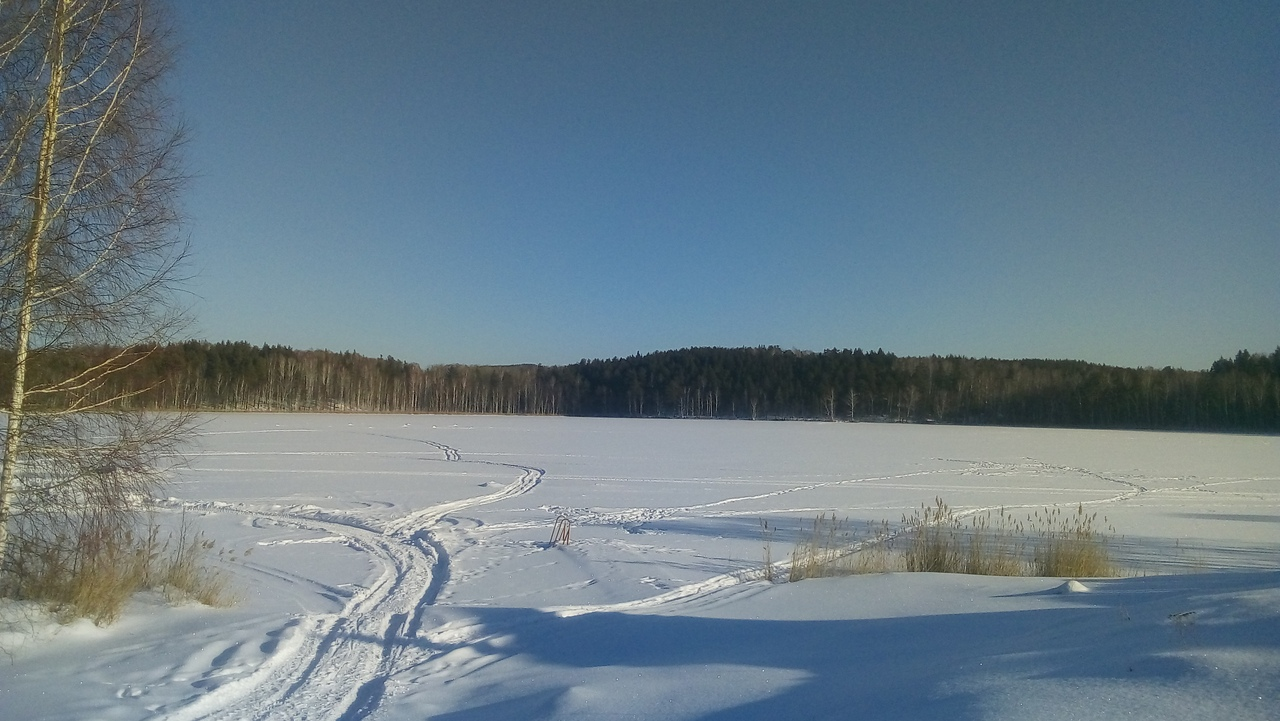
Озеро Белое (зимой)

Раньше недалеко от посёлка располагалась железная дорога Кыштым — Карабаш, закрытая в 1976 году. Рядом с озером расположено Новокыштымское водохранилище. В озере водятся окуни, а также щука из-за заболоченности. Иногда сюда прилетают лебеди.
Площадь озера составляет примерно 0,35 км². Озеро используют для рыбалки и купания.

## ПосёлокБелое Озеро
Посёлок находится на берегу одноимённого озера. Именно это озеро является главной достопримечательностью посёлка. Недалеко от Белого озера расположен посёлок Косой Мост.